# Casa Burch
Casa Burch és una casa d'Olot (Garrotxa) protegida com a bé cultural d'interès local.
També rep el nom de Casa de Verntallat.

## Descripció
És una casa situada al xamfrà del carrer Bisbe Vilanova i el carrer Anselm Clavé. Té planta rectangular i teulat a quatre aigües de teules vidriades, de color blau, sostingut per mènsules decorades i coronat per un carener en forma de cresta de terracotta vidriada. Disposa de planta baixa, dos pisos i golfes. Les obertures són en forma de balcó sostinguts per mènsules decorades amb motius vegetals estilitzats i baranes de fosa molt treballades.

## Història
L'eixample és un projecte promogut per Manuel Malagrida, olotí enriquit a Amèrica, que va encarregar a l'arquitecte J. Roca i Pinet l'elaboració d'una ciutat-jardí, amb zones verdes i xalets unifamiliars. A partir del Passeig de Barcelona i del riu Fluvià, dibuixà una disposició radiocèntrica de carrers amb dos focus, la plaça d'Espanya i la d'Amèrica, unides pel pont de Colom. Poc després es començaren les obres de l'hemisferi espanyol i es començaren a bastir nombroses cases amb la tipologia establerta.